# Mines de sal de Wieliczka
Les mines de sal de Wieliczka es troben a la ciutat polonesa de Wieliczka (49° 58′ 45″ N, 20° 3′ 50″ E / 49.97917°N,20.06389°E), que pertany a l'àrea metropolitana de Cracòvia. Han estat explotades sense interrupció des del segle xiii, i encara avui en dia segueixen produint sal de taula. La seva profunditat és de 327 metres i la seva llargària supera els 300 quilòmetres. Reben el sobrenom de la catedral subterrània de la sal de Polònia.
Aquesta és una de les mines de sal actives més antigues del món. La més antiga és la Mina de sal de Bochnia, també a Polònia a vint quilòmetres de Wieliczka.
Aquestes mines incluen un recorregut turístic de 3'5 quilòmetres que conté estàtues de personatges mítics i històrics, esculpides directament a la roca de sal pels miners. Fins i tot els vidres dels canelobres estan fets de sal. També hi ha cambres i capelles esculpides a la sal, un llac subterrani i exposicions que il·lustren la història de la mineria de la sal. Rep uns 800.000 visitants a l'any.
Durant els segles, personatges molt coneguts han visitat les mines, entre els que cal citar a Nicolau Copèrnic, Johann Wolfgang von Goethe, Alexander von Humboldt, Dmitri Mendeléiev, Ignacy Jan Paderewski, Robert Baden-Powell, Joan Pau II, Bill Clinton, així com molts membres de cases reials.
Durant la Segona Guerra Mundial, els alemanys van fer servir les mines com un magatzem de guerra.
Les galeries laberíntiques de les mines van inspirar a l'escriptor polonès Bolesław Prus algunes escenes de la seva novel·la històrica Faraó (1895).
Al 1978 les mines de sal de Wieliczka van ser declarades Patrimoni de la Humanitat per la Unesco.